# 朱家麟
朱家麟（1892年—1938年5月），河北满城人，中华民国陆军少将，第40军第39师第115旅旅长，生性耿直，秉性刚烈，抗日战争中屡建功勋，徐州会战后期为了掩护国军主力部队撤退，率领部队与日军血战两昼夜，突围时中弹殉国。

## 生平
1892年，朱家麟出生于河北省满城县尉公村，曾就读于河北水利学校。1922年，朱家麟从保定陆军军官学校陆军第八期毕业，随后在庞炳勋麾下任下级军官。1933年春，朱家麟升任第40军第39师第115旅上校团长，率部参加罗文峪战斗。在战斗中，朱家麟组织敢死队夜袭日军阵地，歼灭日军数百人，受到军长庞炳勋的嘉奖，所部被命名为“铁血团”。
1937年7月初，朱家麟从“庐山军官高级训练团”高级班毕业，被庞炳勋耀升为第40军第39师第115旅少将旅长。8月下旬，朱家麟率部参加姚官屯战役，在极其不利的环境下与日本陆军中将矶谷廉介指挥的第10师团血战4天，击落一架日军重型轰炸机，但是部队也伤亡两千人。1938年2月，朱家麟率部参加台儿庄战役，和第五战区第二路游击司令刘震东共守莒县，与日本陆军大将板垣征四郎指挥的“钢军”，日本最精锐的机械化部队，第5师团一部对峙，开战不久，刘震东殉国，朱家麟独立支撑全局。2月23日，两万多日伪军在突进临沂时，加入战局，朱家麟被迫将部队撤至汤头阻击日军。1938年3月3日，日军重点进攻汤头，朱家麟将部队一分为二，亲自率领一半部队与日军决战，国军视死如归，以自身伤亡3000人的代价歼灭日军3000人。
台儿庄战役结束后，蒋介石在徐州云集大量部队，想与日军进行大规模决战，再创台儿庄战役的辉煌，但事与愿违。1938年4月，几十万国军被日军重兵围困在徐州平原，有全军覆没之祸，中国最高统帅部下令国军各部分散突围。5月11日夜，庞炳勋命令朱家麟率部掩护全军撤退，朱家麟出色的完成了掩护任务，第40军的大部分逃了出来，但是日军设下7道封锁线，力图绞杀负责掩护全军撤退的115旅。朱家麟临危不惧，率领部队奋力冲杀，5月12日拂晓，115旅仅剩数人，朱家麟与剩下的士兵抢了一辆日军吉普车，插上日军军旗，企图突围，突围至第6道封锁线时，由于驾驶员驾驶技术不好，颠簸的车辆引起了日军的怀疑，日军把车打坏，朱家麟率领数人向日军发起冲锋，被密集的机枪扫射身亡，壮烈殉国，终年46岁。

## 身后
1938年5月12日夜，朱家麟的一个本家兄弟朱益堂和田玉峰重回战场背出朱家麟的遗体，将其埋葬在沛县西关小李庄土地庙。6月5日，国民政府在河南漯河为朱家麟召开追悼大会。
1988年，陕西省人民政府给朱家麟的遗属颁发革命烈士证明书，2014年9月1日，朱家麟被列入中华人民共和国民政部公布的第一批300名著名抗日英烈名单。